# أولاد مسعود (العثامنة)
أولاد مسعود هو دُوَّار يقع بجماعة العثامنة، إقليم قلعة السراغنة، جهة مراكش آسفي في المملكة المغربية. ينتمي الدوّار لمشيخة العثامنة التي تضم 12 دوار. يقدر عدد سكانه بـ 1113 نسمة حسب الإحصاء الرسمي للسكان والسكنى لسنة 2004.

## روابط خارجية
- البوابة الوطنية للجماعات الترابية
- المندوبية السامية للتخطيط